# Marcelo Antonio Ramírez Gormaz
Marcelo Antonio Ramírez Gormaz (29 de maig del 1965, Santiago de Xile) és un retirat futbolista xilè. Fou internacional amb la selecció xilena, participant en el Mundial de 1998, i destacà com a jugador de Colo-Colo.

## Títols
| Temporada | Equip     | Títol                  |
| --------- | --------- | ---------------------- |
| 1986      | Colo-Colo | Lliga xilena de futbol |
| 1989      | Colo-Colo | Lliga xilena de futbol |
| 1991      | Colo-Colo | Lliga xilena de futbol |
| 1991      | Colo-Colo | Copa Libertadores      |
| 1991      | Colo-Colo | Recopa Sudamericana    |
| 1992      | Colo-Colo | Copa Interamericana    |
| 1993      | Colo-Colo | Lliga xilena de futbol |
| 1996      | Colo-Colo | Lliga xilena de futbol |
| 1997C     | Colo-Colo | Lliga xilena de futbol |
| 1998      | Colo-Colo | Lliga xilena de futbol |